# Heathrow, Florida
Heathrow är en ort (CDP) i Seminole County, i delstaten Florida, USA. Enligt United States Census Bureau har orten en folkmängd på 5 896 invånare (2010) och en landarea på 7,3 km².